# Zona metropolitana de Tuxtla Gutiérrez
La Zona Metropolitana de Tuxtla Gutiérrez (ZMTG) o Área Metropolitana de Tuxtla (AMT) es una conurbación de municipios también concebida oficialmente como una de las 24 regiones socioeconómicas que conforman al estado de Chiapas, conformada por tres municipios del centro del estado de Chiapas: Tuxtla Gutiérrez, Berriozábal y Chiapa de Corzo; aunque, actualmente se busca la integración de los municipios San Fernando y Suchiapa a lo que el área metropolitana se refiere. Fue delimitada por primera vez como zona metropolitana de población por la CONAPO en el año 2000, y reconocida como Zona Metropolitana por el gobierno federal en noviembre de 2008.

## Geografía y demografía
Los seis municipios abarcan un área de 2,454 km² que conforman la región económica chiapaneca I Metropolitana. Según la Encuesta Intercensal 2015 del INEGI, la zona metropolitana contaba con 814,436 habitantes, la 25ª más poblada del país. El área y población están distribuidos de la siguiente manera:
| Municipio        | Área en km² | Población |
| ---------------- | ----------- | --------- |
| Berriozábal      | 300.6       | 51,722    |
| Chiapa de Corzo  | 906.7       | 100,751   |
| Tuxtla Gutiérrez | 412.4       | 598,710   |
| Suchiapa         | 355.2       | 24,049    |
| San Fernando     | 258.3       | 39,204    |

## Naturaleza y fisiografía
La Zona Metropolitana de Tuxtla está ubicada a una altitud de entre 500 y 900 m s. n. m., la ciudad se extiende principalmente por la Depresión Central de Chiapas, en los valles de Tuxtla, Chiapa, Suchiapa y la meseta de Berriozábal, continúa hacia la zona de La Cañada en el municipio de San Fernando, atraviesa la serranía del Cerro Hueco al sur hacia Suchiapa, y se interna en las colinas de Zapata y Galeana al suroeste, sigue las riveras del Grijalva al este en Chiapa de Corzo y circunda el parque nacional Cañón del Sumidero al norte confluyendo con el municipio de Osumacinta.

## Hidrografía
Los flujos de agua dentro de la zona metropolitana de Tuxtla son los ríos Grijalva, El Sabinal, Suchiapa, Yatipak, Terán, San Agustín, Potinaspak, Berriozábal, Los Cedros, Santo Domingo y Guadalupe. El río más importante de Tuxtla Gutiérrez es El Sabinal que nace en el municipio de Berriozábal, fluye por el valle central de Tuxtla, atraviesa la ciudad y desemboca en el río Grijalva. El plano oficial de Tuxtla Gutiérrez, de 1892, mostraba que El Sabinal era alimentado por 7 arroyos, pero debido al crecimiento de la ciudad hoy están embovedados o desaparecidos. Arroyos que lo alimentaron han sido los de la Chacona y El Poti, al norte de la ciudad; y al sur el San Roque, todos estos actualmente desaparecidos. El río El Sabinal era el límite natural de la pequeña ciudad de Tuxtla, pero en los años 1960, proliferaron las áreas urbanas a ambos lados del río que desde entonces ha recibido vertidos masivos de drenaje, por lo que ahora es parte de esa red. El río Sabinal (no confundir con El Sabinal) fluye hacia el Cañón del Sumidero, en dónde hay infraestructura para desviarlo de sus paredes. En Chiapa de Corzo, se ubica el Río Grande de Chiapa (Grijalva) que se encuentra frente a la ciudad.
Actualmente la zona se abastece de agua de cuatro ríos, que son el Santo Domingo, Suchiapa, San Agustín y a partir de septiembre de 2007 se abastece del río Grijalva la zona de Tuxtla, Berriozábal y partes de Chiapa de Corzo.

## Deportes
Cabe destacar que cada municipio cuenta con por lo menos un campo de fútbol además de una unidad deportiva. Tuxtla Gutiérrez es sede del club Tuxtla FC. Su estadio, el Víctor Manuel Reyna, fue fundado en 1982 y remodelado en 2002 y 2014. Su capacidad es de 32.000 espectadores.
El 12 de octubre de 2008 se inauguró el "Autódromo Chiapas", el cual en su fase inicial consiste en un óvalo de 1.200 metros para competencias de autos de la NASCAR. La "NASCAR Corona Series", el serial de automovilismo más importante del país, fue el encargado de inaugurar el inmueble, con un evento que atrajo a más de 15000 espectadores.
La ciudad de Tuxtla Gutiérrez es la sede y el punto de partida de la carrera Panamericana, que se realiza anualmente a mediados de octubre.
En el Cañón del Sumidero se realiza anualmente el Maratón de Natación del Cañón del Sumidero, un recorrido de 15 km a nado, que desde el 2005 es sede permanente de la Campeonato Mundial de Nado de Aguas Abiertas de la Federación Internacional de Natación FINA.
La ciudad cuenta también con un estadio de fútbol americano "Samuel León Brindis" y el estadio "Panchón Contreras" de béisbol
Los principales polideportivos de la ciudad son: La "Ciudad Deportiva" del Isstech, la "Villa Juvenil Indeporte" y los "Centros Deportivos Caña Hueca y Parque del Oriente".
También se encuentra el Centro de Convenciones y Polyforum Chiapas, donde se pueden realizar actividades deportivas como basquetbol, voleibol y lucha libre entre otras.
Cuenta también con la Arena Metropolitana "Jorge Cuesy Serrano" ubicada al sur-poniente de la ciudad donde se realizan diversos eventos deportivos de mediana magnitud.
| Instalaciones                                             | Deportes                                                                                |  |
| --------------------------------------------------------- | --------------------------------------------------------------------------------------- |  |
| Estadio Victor Manuel Reyna                               | Fútbol, Pista y Campo                                                                   |  |
| Natatorio, ISSTECH                                        | Natación, Water Polo, Nado Sincronizado, Clavados                                       |  |
| Polyforum Mesoamericano                                   | Baloncesto, Box y Voleibol                                                              |  |
| Estadio de Béisbol Municipal "Panchón Contreras"          | Béisbol                                                                                 |  |
| Villa Deportiva del INDEPORTE                             | Handball, Baloncesto, Levantamiento de Pesas, Voleibol, Pista, Esgrima                  |  |
| Arena Metropolitana "Jorge Cuesy"                         | Boxeo, Lucha, Judo, Karate, Taekwondo, Baloncesto y Voleibol                            |  |
| Centro Deportivo "Caña Hueca"                             | Futboll, Baloncesto, Voleibol, Tenis, Raquetbol, Ciclismo, Triatlón y Pentatlón Moderno |  |
| Centro Deportivo de Alto Rendimiento de Tenis "Chiapas"   | Tenis                                                                                   |  |
| Estadio "Samuél León Brindis"                             | Futboll Americano, Softbol y Rugby                                                      |  |
| Auditorio "Efraín Fernández Castillejos                   | Baloncesto, Voleibol y Bádminton                                                        |  |
| Domo, ISSTECH                                             | Taekwondo, Karate, Gimnasia y Gimnasia Rítmica                                          |  |
| Estadio "Flor del Sospó                                   | Fútbol, Softboll                                                                        |  |
| Velódromo a Cielo Abierto de la Unidad Deportiva, ISSTECH | Ciclismo en Pista                                                                       |  |
| Parque Natural Cañón del Sumidero                         | Ciclismo de Ruta y Ciclismo de Montaña                                                  |  |
| Boleclipse                                                | Boliche                                                                                 |  |
| Parque Noquis                                             | Ciclismo BMX                                                                            |  |
| Autódromo Chiapas                                         | Carreras de Autos, Serie NASCAR y Eventos Deportivos                                    |  |